# Ministero federale dell'interno, dei lavori pubblici e della patria

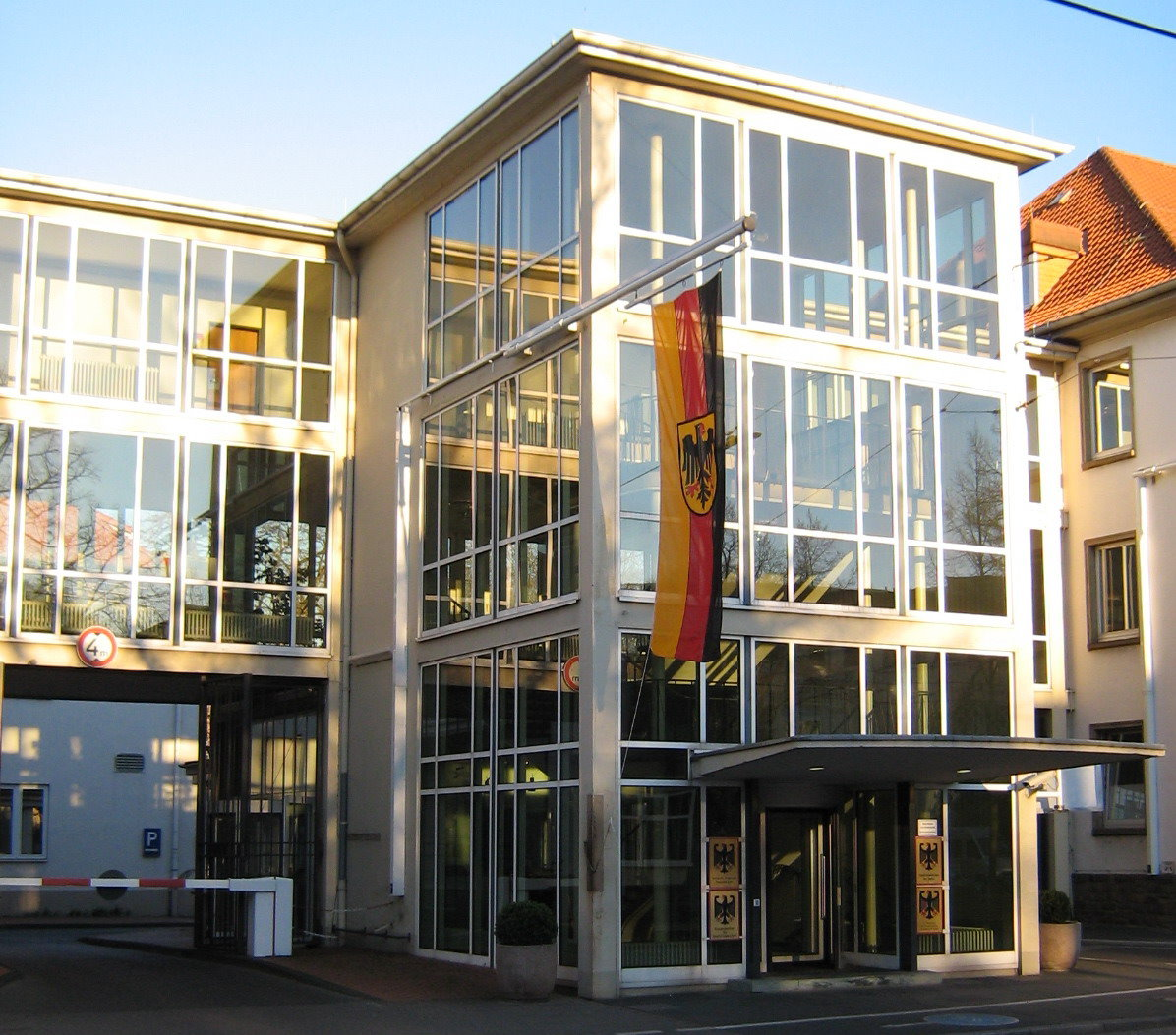
Ministero federale dell'interno a Bonn.

Il Ministero federale dell'interno, dei lavori pubblici e della patria (in tedesco: Bundesministerium des Innern, für Bau und Heimat, in forma abbreviata BMI) è il ministero del governo federale tedesco responsabile per la sicurezza interna, l'amministrazione delle tecnologie dell'informazione, lo sport, i culti, l'integrazione, le minoranze, l'alloggio, la pianificazione spaziale e la demografia in Germania.
Il Ministro federale dell'interno è, dal 14 marzo 2018, il cristianosociale Horst Seehofer.

## Storia
L'Ufficio Imperiale dell'Interno (Reichsamt des Innern) ha preso la sua autonomia dalla Cancelleria imperiale il 24 dicembre 1879. È diretto da un Segretario di Stato (Staatssekretär), che è anche Vice Cancelliere tra il 1881 e il 1919.
Dopo la fine dell'Impero e la proclamazione della repubblica, divenne il Reichminministerium des Innern o Reichsinnenministerium il 13 febbraio 1919. Fu ufficialmente sciolto il 23 maggio 1945, due settimane dopo la caduta del nazismo.
Il ministero federale dell'Interno è stato istituito il 20 settembre 1949, quando è stato costituito il primo governo della Repubblica federale di Germania (FRG), in seguito alle raccomandazioni formulate il 30 luglio dalla Conferenza dei Ministri-Presidenti (MPK).
In occasione della riunificazione tedesca, il BMI assorbe il Ministero degli Interni della Repubblica Democratica Tedesca (RDT).

## Funzioni
Il ministero è un'amministrazione federale suprema (in tedesco: oberste Bundesbehörde).

## Responsabilità
È responsabile per:
- la sicurezza interna: lotta alla criminalità, protezione delle frontiere, protezione civile e protezione dell'ordine costituzionale);
- i documenti di identità e di stato civile;
- la funzione e amministrazione pubblica;
- le statistiche;
- la tecnologia dell'informazione e la sicurezza;
- i culti e le comunità religiose;
- l'immigrazione, l'integrazione e le minoranze nazionali: gli stranieri, i rifugiati, i richiedenti asilo, gli sfollati e i rimpatriati);
- lo sport;
- la formazione politica;
- i lavori pubblici e gli alloggi;
- e la patria: coesione sociale, demografia e pianificazione spaziale.

## Organizzazione
- Segreteria di Stato amministrativa
  - Dipartimento Z: dipartimento centrale;
  - Dipartimento ÖS: sicurezza pubblica;
  - Dipartimento B: Polizia federale;
  - Gruppo UE: Coordinamento europeo e Presidenza del Consiglio dell'Unione europea;
- Segreteria di Stato amministrativa
  - Direzione generale: società digitale, amministrazione digitale, tecnologia dell'informazione;
  - Dipartimento CI: computer e sicurezza informatica;
  - IT Group: consolidamento delle tecnologie dell'informazione a livello federale;
- Segreteria di Stato amministrativa
  - Gruppo SW: sviluppo urbano, edilizia abitativa e diritto delle costruzioni pubbliche;
  - Gruppo BW: edilizia e lavori pubblici e edifici federali;
- Segreteria di Stato amministrativa
  - Dipartimento H: patria;
  - Dipartimento SP: sport;
  - Dipartimento G: pianificazione;
- Segreteria di Stato amministrativa
  - Dipartimento M: migrazione, rifugiati e politica di rimpatrio;
  - Dipartimento KM: gestione delle crisi e protezione civile;
  - Dipartimento V: diritto pubblico, diritto costituzionale e diritto amministrativo;
  - Dipartimento D: servizio pubblico.